# Freddy Eugen

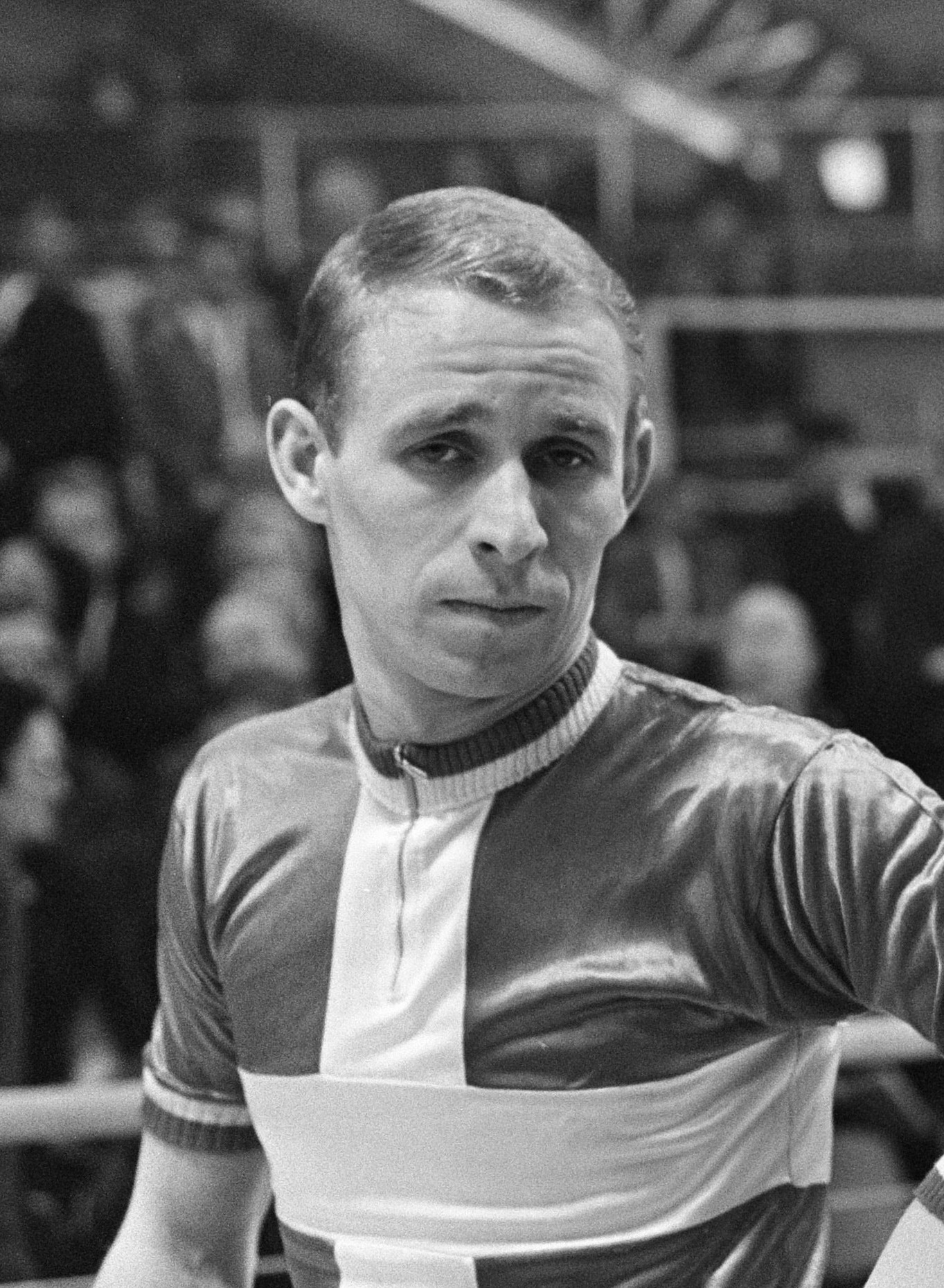
Freddy Eugen (1966)

Frederik „Freddy“ Eugen (* 4. Februar 1941 in Kopenhagen; † 8. Juni 2018) war ein dänischer Radrennfahrer und einer der erfolgreichsten Sechstagefahrer der 1960er-Jahre.
Freddy Eugen war Profi-Radrennfahrer von 1961 bis 1969. 1960 wurde er dänischer Meister in der Einerverfolgung der Amateure und begann 1961 seine Profikarriere im dänischen Rennstall „Crescent“. Sein erstes Sechstagerennen bestritt er in Kopenhagen, wo er mit seinem Landsmann Hammel 13. und letzter wurde. Obgleich in Kopenhagen zu Hause, blieb es sein einziger Start dort. 1962 konnte er beim „Europa-Kriterium“ in Zürich schon 5. und bei den Six-Days im Berliner Sportpalast 7. mit Baunsoe (DK) werden. Insgesamt startete er bei 95 Sechstagerennen, von denen er neun gewann. Den ersten von sieben Siegen mit seinem Landsmann und  Standardpartner Palle Lykke (mit dem er 51-mal gemeinsam antrat) errang er 1963 in Münster. Zwei Sechstagerennen gewann er mit dem Italiener Leandro Faggin.
Gelegentlich fuhr der Bahnspezialist im Sommer auch kürzere Straßenrennen, vor allem in Belgien, wo er ein Kriterium als Sieger beendete. 1963 gewann er auch die sechste Etappe der Tour de Suisse und wurde Zweiter auf der siebten Etappe. 1966 startete er bei den Straßen-Weltmeisterschaften auf dem Nürburgring, fuhr jedoch das schwere Rennen nicht zu Ende.
1968 wurde Eugen gemeinsam mit dem Deutschen Rolf Roggendorf Vize-Europameister im Madison, 1967 war er schon gemeinsam mit dem Belgier Romain De Loof Dritter geworden. Dennoch beendete Eugen bereits im Alter von 28 Jahren 1969 seine sportliche Laufbahn.
Er lebte anschließend mit seiner Frau Beatrice († 2007) in Zürich und war als Schausteller tätig. In den letzten Lebensjahren litt er an schweren Herzerkrankungen, die schließlich zum Tod führten.

## Trivia
Mitte der 1960er Jahre gab es in Dänemark keinen Verband für Berufsradfahrer, der entsprechende Lizenzen vergeben konnte. Eugen musste seine Lizenz direkt bei der Union Cycliste International (UCI) als sogenannter Staatenloser, der er natürlich nicht war, beantragen.